# 平田紡績
平田紡績株式会社（ひらたぼうせき）は、かつて1987年（昭和62年）まで三重県四日市市（富洲原地区）に存在した漁網の製造販売事業をする株式会社である。
現在は商号（社名）を株式会社UNIVA・Oakホールディングス（英文社名はUNIVA Oak Holdings Limited）と変更し、金融事業を行っている。
1868年（慶應4年）に、桑名藩領（富田一色村）出身の海運業者の初代平田佐次郎が、平田商店の名で創業した。名称は平田製網→旭製網→平田製網→平田紡績→平田漁網製造→平田紡績と変遷がある。綿糸から漁網までの一環製造を行い、第二次世界大戦期までは漁網生産高日本一の企業であった。1986年（昭和61年）地産グループに買収され、1987年（昭和62年）ヒラボウに社名を変更、2001年（平成13年）ビーエスエル (BSL) に改称、2006年（平成18年）Oakキャピタルと順次改称した。三重県四日市市から東京都港区へ本社を移転した。函館漁網工場・八戸仕立て漁網工場・四日市漁網工場・四日市紡績工場を閉鎖して、分社化を行なった。投資事業を行う投資顧問会社・パン製造販売事業・コーヒー製造販売事業・食品加工を行う食品事業など別の新しい事業に参入した。漁網生産をする製網業を中心とする繊維事業からは撤退した。　

## 歴代社長
- 平田家→宗村家→竹井家の順で経営者となった。

平田家時代
- （初代社長）初代平田佐次郎
平田紡績の創業者である。元々は、江戸時代の農民（百姓）身分であった朝明郡南福崎村の水越家の出身であった。富田一色の廻船問屋であった平田佐次郎の元へ奉公に出て、養子となり平田家の家祖となった[1]。
- （2代目社長）二代目平田佐次郎
富洲原村選出の三重郡会議員。三重郡富洲原町の政治家・実業家である。初代平田佐次郎の息子として2代目佐次郎を襲名して家督相続をした。子福者で、8男4女の12人の子供に恵まれた。
- （3代目社長）平田佐十郎
大正時代にドイツ帝国の繊維技術を視察した後、スペイン風邪に感染し、24歳で病死した。2代目佐次郎の長男として家督相続をした。
- （4代目社長）平田佐矩
四日市市長としてコンビナート（四日市コンビナート）の誘致をした。2代目佐次郎の三男、佐十郎の弟として家督相続をした。

宗村家時代
- （5代目社長）宗村佐信
暁学園の創設者である。平田紡績の番頭であった宗村家の養子となり家督相続をした。2代目佐次郎の五男、佐十郎の弟である。
- （6代目社長）宗村完治
富洲園団地として天ヶ須賀工場の用地の半分を売却の後に死去した。宗村佐信の長男である。
- （7代目社長）宗村明夫
宗村完治の弟。社長代行から7代目社長となった。

竹井家時代
- （8代目社長）竹井博友
地産グループの総帥。不動産事業が目的で平田紡績を買収した。
- （9代目社長・11代目社長）竹井博康
博友の次男である。
- （10代目社長）河田潤
日本興業銀行の出身である。

## 工場
四日市本社工場
- 明治期から大正期は松原西元町の富田一色工場が本社工場であった。住所は四日市市立富洲原中学校付近の天ヶ須賀5丁目に立地をしていた。南東側に本社事務所。南側に食堂。東側に寄宿舎。北東側の現在の暁幼稚園の敷地に青年学校。中央に紡績工場。西側に倉庫があった。天ヵ須賀地区本町自治会に所属する広大な敷地で四日市工場の北半分である。バブル期に地産グループによる東海地方で1番高い高層マンションの計画地となった。2000年（平成12年）に平田紡績本社工場跡地をGS富洲原団地とLM富洲原マンションとして不動産売却をした。

四日市第2工場
- 住所は天ヶ須賀5丁目である。戦後期の昭和20年代に四日市市立富洲原中学校が東側の住吉町付近の敷地にあった漁網技術開発工場。住吉付近の工場地域は天ヶ須賀の小字では善太地区とも云う。四日市市富州原町の四日市市立富洲原小学校付近の北側であり、三重郡川越町天神町商店街の東側であり、天ヶ須賀地区の住吉町風俗街の西側付近の天ヶ須賀5丁目に立地をしていた。天ヵ須賀地区本町自治会に所属する広大な敷地で四日市工場の南半分である。北側に巨大な紡績工場。南側に漁網研究用の池があった。1978年（昭和53年）平田紡績第6代社長の宗村完治が平田家が先祖代々所有していた私有地を放棄してに四日市工場の漁網生産を縮小して、四日市漁網工場と平田紡績富洲原本社工場用地を半分に縮小して、南半分の工場用地の跡地を富洲園自治会の住宅団地として不動産売却をした。

三重郡川越町（高松地区）工場
- 三重郡川越町高松地区に立地をしていた。南西側に第2事務所。南側に倉庫。東側に漁網工場。西側（北寄り）に広大なグランドがあった。国道1号線沿いの工場敷地（高松地内）の北寄りに戦後野球場が整備されて、実業団平田紡績チームの練習場となった。当時他に広い土地がなかったためにプロ野球の公式試合場の近鉄富洲原球場として平田紡績の人事課が富洲原球場の貸し出し管理も行っていた。平田紡績が近鉄に富洲原地区の四日市工場と天神町商店街付近の川越町高松地区周辺の土地を貸していた。工場拡張のために野球場は閉鎖された。昭和40年代に入ると紡績部門が不振に陥り、高松地内の運動場の跡地に、1971年（昭和46年）にボウリング場（ヒラタファミリーレーンズ）を開設した。多くの愛好者で連日満員の盛況だったが、1972年（昭和47年）をピークに客足が遠のき1975年（昭和50年）に閉鎖した。ボウリング場跡地に住居関連の製品と資材を総合的に扱う店のホームイング・ビーバーが1975年（昭和50年）11月1日に発足した。時代の先端をいく商法がとられたが、扱う商品の特殊性のために短期間で閉店した。[2]1977年（昭和52年）11月に、愛称がサンリバーとして親しまれたジャスコ富洲原店（商業施設）として不動産売却をした。
- 現在はイオングループの商業施設として、サンリバーを縮小してスーパーの＜マックスバリュ中部サンリバー店＞となっている。また以下の施設が同敷地内に存在する。

1. マンション＜アトレ川越クランティール＞
2. イタリア料理店＜ジョリーパスタ＞
3. しゃぶしゃぶ料理店＜しゃぶ楽三重川越店＞
4. パチンコ店＜ホームラン川越店＞
5. ユニクロ＜三重川越店＞
6. ＜中京銀行富田店＞

尾鷲工場
- 戦中・戦後に製網設備を疎開させた臨時工場。所在地は三重県尾鷲市である。

浜島工場
- 戦中・戦後に製網設備を疎開させた臨時工場。所在地は三重県志摩市である。

函館工場
- 所在地は北海道函館市である。

函館第2漁網工場
- 所在地は北海道函館市である。

室蘭工場
- 所在地は北海道室蘭市である。

釧路工場
- 所在地は北海道釧路市である。

福島工場
- 所在地は福島県いわき市小名浜の氏下神白筒地に立地していた。現在は有限会社の＜ヒラボウ製網＞と名称を変更して、別会社化している。

八戸工場
- 八戸漁網仕立工場と呼ばれていた。所在地は青森県八戸市に立地していた。

タンザニア工場
- 合弁会社のムワンザ漁網の工場。現在のムワンザ フィッシュネット株式会社である。

ケニア工場
- 合弁会社のケニヤ漁網工業株式会社。

ウガンダ工場
- 合弁会社のウガンダ漁網。

ナイジェリア工場
- 合弁会社のナイジェリア漁網。

## 事業概要
事業
- 紡績業
- 撚糸業
- 製網業

取引銀行
- 東海銀行
- 百五銀行
- 中央信託銀行
- 三井信託銀行

支店
1. 東京支店（東京都中央区八重洲）
2. 札幌支店（北海道札幌市北3条の水産ビル）
3. 東北支店（宮城県の平田紡績（株）志津川工場の保険記録あり。石巻市）
4. 大阪支店（大阪府大阪市東区）[3]

子会社
- 東洋スチール（兵庫県尼崎市の製鋼会社。昭和13年に買収した）
- 阪神電機製鋼所（兵庫県西宮市の企業。昭和14年に買収した）

## 会社沿革
- 慶應4年創業で初代平田佐次郎によって創業された。四日市市の富田地区・富洲原地区には江戸時代から明治時代にかけて網勘商店（旧網勘製網→現在のアミカン）大野商店（大野製網）などがあり製網業が盛んで複数の漁網問屋があり、富田一色漁港と天ヶ須賀漁港で構成される富洲原港を拠点にしていた回漕問屋の初代平田佐次郎が富田一色本町の自宅に漁網工場を造り平田漁網商店を起業した。伊勢湾の鰯漁の時期である8月には漁網の注文が殺到して製網業の需要に応じきれないほど漁網が購入された。明治中期の建築物として以下のものが平田家の所有物として建設された。[4]

1. 平田漁網商店5号倉庫
2. 平田漁網商店6号倉庫
3. 平田漁網商店7号倉庫

- 以上の施設に使用していた3つある棟の蔵の建物が保存されていて、漁網の原料である麻糸を保管するのに利用していた。営業事務所などに使っていた建物は、平田紡績消滅後は平田紡績株式会社の法人から平田家が個人所有する自宅になっている。
- 初代平田佐次郎→（息子が2代目平田佐次郎を襲名した）
- 2代目平田佐次郎→（長男に家督を譲る）
- 平田佐十郎→（若くして流行病で死亡して、3弟が家督を継承した）
- 平田佐矩の順で社長職を継承して、平田家が経営者となっていた。創業家は四日市市＜富田一色平田家＞である。
- 水越家から（養子）→富田一色平田家
- 平田家から（養子）→松原地区宗村家
- 宗村家（地産グループの買収）→不動産会社地産竹井家
- 竹井家の系統で経営者となった。

### 平田家時代
- 1868年（慶應4年）に、初代平田佐次郎が伊勢湾を中心とする漁網の製造販売を目的として四日市市富洲原地区の富田一色の自宅に製網工場をつくり「平田商店」（平田漁網商店を開業）を創業した。
- 1889年（明治22年）から1890年（明治23年）頃には、四日市市内の東洋紡績の前身の三重紡績が新たに綿撚糸を製造を始めた事から、平田紡績の前身の平田商店は漁網の原糸とした。これまでの製網業での画期的な原料革命であり、編網機の開発と共に大量生産が可能となった。
- 明治末期の明治40年代に入ると富田一色塩役運河沿いの松原西元町塩役に漁網工場を設置して、ロシア（ロシア帝国）・イギリス（大英帝国内のオーストラリア・カナダ・ニュージーランド）・フィリピン・デンマーク・ポルトガルへの漁網の輸出をはじめた。1909年（明治42年）から1910年（明治43年）頃には、ロシア向けの漁網輸出が最盛期に達した頃には、綿糸網が小包として毎日約1000個も送り出された。
- 伊勢国四日市を中心とする漁網産業の開始は江戸時代の末期である。背景は麻を使用した製網が富洲原地域で盛んであり、江戸時代に行われていた近世期の家内工業から綿を使用した工場制の工業形態へと変化した事である。主要生産地は富田地域・富洲原地域である。富田・富洲原は日本の水産業を支える漁網生産の拠点であり、富田・富洲原の生産額は、3大産地の北海道を抜き、愛知県と並んで全国1位～2位を争うほどであった。昭和40年代に200海里（カイリ制度の創設）宣言や漁業の衰退で苦しい経営となった。[5]
- 製網が盛んになった歴史として、伊勢湾で漁業が盛んで、鰯漁業の時期に漁網の需要が高かった事を背景に四日市地域の漁網製造は幕末に初代平田佐次郎が創設した平田紡績によって富田地域・富洲原地域を中心に製網業が発達した。明治時代の漁網は、極めて幼稚な、全部麻糸を原料とした「手結網」で地元の人々中心の手工業に頼っていたため、品質がそろわず粗悪であったが、1882年（明治25年）に綿糸漁網が生産されるようになった、
- 初代平田佐次郎が海運業していた事から富洲原で盛んだった麻から生産する製網産業が儲かる事に気づき、1868年（慶応4年）漁網の製造販売を目的に麻屋である＜平田漁網商店＞を刻苦精励して創設をした。1894年（明治27年）から1895年（明治28年）頃から綿糸を原料とした漁網の生産をする綿網業を追加して、麻糸を買い入れては富田地域・富洲原地域周辺や桑名地方の住民に配り、麻糸や漁網の生産をはかった。製網会社であった「平田商店」は綿花を原料として紡績部門を新設して総合繊維企業の平田紡績となるまで発展した。
- 明治時代になり、近代化で 漁網生産は問屋制家内工業の形式を導入した。富洲原の漁網問屋は稲葉三右衛門が開発した四日市港に陸揚げされた麻糸で富田・富洲原・桑名の家内工業者に「手すき網」 を賃しだして加工したが生産性は低かった。
- 漁業が盛んな時期になると、購入量が急増して売り切れてしまった。2代目平田佐次郎の時代に平田紡績は原料を麻から綿糸に切り換えることにより、機械編網の研究開発が行われ、明治30年代には編網機を導入して工場制工業形態へと変化をした。明治40年代にドイツ帝国のイッツエホニー式やフランスのボナミー式・ザング式などの蛙股編網機に研究が進んで1910年（明治43年）に設置導入した。3代目平田佐十郎がドイツから動力式蛙股編網機を導入した。
- 大正時代には編網機が動力化され、平田紡績で製網が大量生産されて工業化の時代を迎えた。1937年（昭和12年）には四日市港からの輸出総額のうち、漁網は陶磁器に次ぐ22％を占めていた。 富田地区・富洲原地区は、日本の水産業を支える漁網生産の拠点で、生産量は、 愛知県に次いで全国第2位である。
- 大正時代に平田商店が躍進して、1912年（大正元年）に組織を改めて資本金5万円の平田製網合名会社を設立し、1918年（大正7年）2月に 旭製網株式会社と改称して資本金を20万円に増資した。
- 大正時代には以下の設備体制であった。

1. 本目編網機220台
2. 手動式蛙股編網機250台
3. 動力式蛙股編網機2台
4. 男女工員430人
5. 分工場工員190人
6. 生産高55万円[6]

- 1918年（大正7年）3月1日が、平田紡績の株式会社の創立年月日となり、同日に資本金30万円の平田製網株式会社に改組した。その後平田製網の漁網生産が伸びて、輸出が拡大した1922年（大正11年）ごろには、従業員も増加して、女子だけで352人を数えて、川越村の若者も多くいた。1927年（昭和2年）には紡績事業に手を広げて、川越村高松地内に工場が増設された。東北方面から女子従業員が多く働きに来たが、寮生活の女子従業員の購買力を目当てに、昭和初期に三重郡川越村天神町商店街が形成された。工場の機械設備の拡充に伴い、川越付近の男子従業員の雇用機会も増加した。[7]
- 1926年（大正15年）5月に資本金を100万円にして、事業対象を製網業単独から紡績部門を増設して製網業と紡績業を兼営して、2代目平田佐次郎から相続した平田佐矩が平田製網（富洲原平田家当主と平田紡績）の第4代社長となった。麻糸漁網から我国初の綿糸から網への一貫製造販売を行なう。全国でただ一つの紡績までの一貫作業体制を確立した。漁網の原糸はこれまで外部から買っていたが、品質の均一化とコストの低減を図るために自社内に紡績部門と持った方が良いと判断からだった。
- 三重郡富洲原町一帯の土地を製網工場用地にする事として、天ヶ須賀本町の田畑を買収して工場敷地にあてた。紡績部門の設備は大正時代の平田製網設立当初は1万3000錘だったが、1938年（昭和13年）6月に増錘して＜平田紡績株式会社＞と改称して、10万錘まで拡張された。平田製網の漁網生産高に戦前において全国一を誇っていた。合成繊維（ナイロン糸）を全国で初めて導入して日本全国の漁網生産のシェア（35％）を占めた。
- 1938年（昭和13年）に豊田自動織機製作所（豊田自動織機）と藤田製作所と共に、企業が所在地する愛知県と三重県の一文字を取って愛三工業の出資企業となる。
- その後、戦時中の1943年（昭和18年）4月に、国策で企業整備が実施されて、紡績設備は撤廃されて軍需工場となり平田漁網製造株式会社と改称した。1944年（昭和19年）には漁網工場も中島飛行機製作所に接収されて、終戦まで航空機の油圧系統の配管接手部品を製作する中島飛行機四日市第1工場として使用された。当時の従業員数は2500人であった。中島飛行機の軍事工場供出で会社の名称と略称を以下に変更した。[8]
- 1945年（昭和20年）7月に平田紡績の漁網工場を接収していた中島飛行機株式会社四日市工場が建設していた三重郡川越村高松地区の社宅が米軍のB29の爆撃を受ける。八軒茶屋（爆弾茶屋）と云うが、戦後に設計を変更して住宅にして平田紡績の社員に賃与して、その後分譲して一般住宅地となった。2発の爆弾の穴は子供が遊ぶ池となったが、1953年（昭和28年）ころに埋め立てられた。[9]

1. →略称の平田紡績から変更して以下とした。
2. →略称を平田製網に名称を変更した。

#### 旧平田漁網商店
- 八風街道の起点の富田一色町の海運橋を渡り、東へ少し行った平田滋宣の邸宅は、平田紡績の前身である平田漁網商店の建物だった土地であり、富田一色七軒本町自治会の本町通りの両側は営業事務所や倉庫の建物がある。西側付近の松原地区には東洋紡績富田工場があった。富田一色本町通りの北側に3つの建物が東西に立ち並び、反対側の富田一色本町通りの南側は旧倉庫が3つ続いて北の建物に向かい合っている。旧営業所など3つの建物の年代は、東側の建物は創業当時のもので、中央の建物が明治初期の明治8年～明治10年頃の建造物で、西側は明治中期の明治18年頃の建造物である。少し改造されているが、中央と西側の建物は、6畳と8畳の部屋が合わせて10数部屋続き、応接室もある。旧倉庫は明治30年代の操業風景の写真があるところから、明治初期から～明治中期に建造されたようで、3つの建物は第5倉庫・第6倉庫・第7倉庫と呼ばれて、漁網の原料の麻糸を保管した土蔵である。[10]

### 宗村家時代
- 平田家から養子に出た一族の宗村家が経営者となる。平田紡績の全盛期で、宗村佐信が経営者であった。
- 太平洋戦争による軍需工場化による製網業などの経済活動が停止された会社の危機を経て、1948年（昭和23年）12月に、平田紡績の株式を（東京証券取引所・大阪証券取引所・名古屋証券取引所）の各証券取引所に上場して（資本金3,000万円）に増資した。
- 1949年（ 昭和24年）7月に、繊維業界初の合成繊維漁網の製造を開始した。
- 1950年（昭和25年）4月に、正式社名を平田紡績株式会社に戻して通称を平田紡績と改称した。天ヵ須賀地内に紡績部門、高松地内に漁網部門の生産を再開した。1952年（昭和27年）ころには漁網生産高は戦前のレベルに達して、一時は生産高が全国の4割を占めて、川越村内に関連の家内工業や内職の仕事が増加した。紡績部門も昭和30年代に最盛期を迎えたが、昭和40年代に輸出の不振で生産高は下降線をたどった。[11]
- 1951年（昭和26年）11月に、昭和天皇が平田紡績富洲原工場を視察する。伊勢行幸によるもので、平田紡績社長の宗村佐信が説明役となった。
- 1955年（昭和30年）11月に、 北海道函館市に、函館漁網工場の建設をした。
- 1958年（昭和33年）12月に、 福島県いわき市に福島漁網工場の建設をして平田紡績の工場生産は東日本に拡大して全国的な企業となり三重県以外の工場で生産をする事となった。
- 1964年（昭和39年）6月に、資本金を7億5600万円に増資した。
- 1964年（昭和39年）12月に、タンザニアに合弁会社のムワンザ漁網製造株式会社を設立する。
- 1966年（昭和41年）7月に、函館第2漁網工場を建設する。
- 1970年（昭和45年）5月には、アフリカ大陸のケニアに合弁会社のケニヤ漁網工業株式会社を設立して海外生産をするようになった。資本の自由化を前に日本企業として外資と提携して合弁会社の設立をした。平田紡績は昭和40年代には、ウガンダ漁網を現地で設立して実績をあげた。1970年（昭和45年）になってからナイジェリアとケニアに進出を決定して、秋ごろに会社設立と年内生産開始を目途に、工場を建設した。ナイジェリアに建設したナイジェリア漁網は、以下の企業により設立された企業である。

1. 現地法人のCFO
2. 伊藤忠商事
3. 旭化成
4. 平田紡績

- 以下の企業の共同出資による合弁会社であった。
- 出資比率は以下である。

1. CFO35％
2. 伊藤忠商事と旭化成17.5％
3. 残りの47.5％が平田紡績の割合である。

- ナイジェリア漁網の社長は平田紡績出身者であった。1970年（昭和45年）に2億5000万円の生産体制でナイロン漁網生産を行った。ケニア工場は平田紡績（出資比率50％）とアブダリ・ガリティー社（出資比率50％）との合弁会社で、同じくナイロン生産を行った。毎月の生産が5000万円が目標であった。現地ケニア事情に明るい平田紡績輸出課長の清水謙一郎が合弁会社の社長となり、現地ケニアで工場建設の指揮をとった、昭和40年代に、国内市場における漁網生産はコスト高に悩み、後進国の大韓民国や台湾に押され気味であった。ドル箱の海外市場でさえ（東南アジア諸国の漁網生産）に脅かされる破目に陥った。そこで直接現地に生産工場をつくり、安い工賃で生産のピッチを向上させると同時に販路を拡大を図ろうと、以下の海外の生産拠点の工場を新規に建設した。

1. ウガンダ工場
2. ケニア工場
3. ナイジェリア工場
4. タンザニアのムワンザ工場

- 以上の平田紡績が発展途上国に対する技術支援として建設したアフリカ大陸に進出した平田紡績の合弁企業の工場。
- 海外進出をする方法で外国に工場を建設する現状打開策がとられた。
- これによって生産基盤と海外市場と国内市場の安定を確保していく方針であった。ウガンダ漁網は着々と実績を伸ばしていた。
- 1973年（昭和48年）6月に、青森県八戸市に八戸漁網仕立工場を建設する。
- 1981年（昭和56年）10月 に、平田工機株式会社（現在の連結子会社）を設立した。

#### 平田紡績（四日市市本社工場・富洲原地区漁網工場）の従業員数統計
1. 1955年（昭和30年）の従業員数は1458人。
2. 1961年（昭和36年）の従業員数は2153人。
3. 1965年（昭和40年）の従業員数は2109人。
4. 1971年（昭和46年）の従業員数は1400人。
5. 1975年（昭和50年）の従業員数は1213人。
6. 1976年（昭和51年）7月の従業員数は750人。

#### 地産グループ企業のモンタボーのパン事業
- モンタボ－のパンヒラポウ店 三重県四日市市天カ須賀5丁目
- モンタボ－のパン富田店 三重県四日市市富田3丁目
- モンタボ－のパン四日市店 三重県四日市市諏訪栄町

### 赤字経営時代（平田紡績の消滅）
- 宗村佐信が逝去した後、長男の宗村完治が後継の社長となった。富洲原漁網工場の半分を富洲園団地として分譲する不動産売却を断行したが、働き盛りで逝去した。弟の宗村明夫が社長となり、宗村家が世襲で経営者となっていた。不動産会社だった地産グループ総帥の、竹井博友は不動産投資のために平田紡績を乗っ取る形で、株式の大量購入で買収して、宗村家から竹井家が経営者となった。
- 平田紡績は創業100年以上の伝統がある漁網会社であった。紡績事業から漁網の製造と販売を行い、不動産事業や海外生産をする繊維業の総合企業であり、製網業界では、平田紡績は名門企業であった。しかし、四日市ぜんそく（四日市公害）によって伊勢湾の水質が汚染されて、魚の捕獲量が激減した。国道23号線の建設によって、平田紡績の漁網を大量購入していた富田地区と富洲原地区の海岸線が埋め立てられて富田漁港と富洲原漁港で盛んだった伊勢湾の漁業が衰退した。また、四日市港を拡大する工事で埋め立て地が造成されて、伊勢湾地域全体で盛んだった漁業が衰退した。以上の事情から、平田紡績へ漁網を購入する需要が減少して、平田紡績は赤字企業となっていて株価が低迷して買収が実施しやすくなっていた。
- 1986年（昭和61年）4月に、東京都を中心とする企業経営者で関東地方出身者の竹井博友は平田紡績の歴史や四日市市の地域事情を詳しく知らない経営者であったが、不動産関係の企業情報を入手した事から平田紡績に注目した。竹井博友は漁網の大手メーカーであった平田紡績にM&Aを仕掛けて、1980年（昭和55年）頃から平田紡績の株式の買占めを開始して、1986年（昭和61年）に地産グループの傘下に取り込むとともに、株価を1040円まで急騰させた。社名をヒラボウと改称して、昭和時代の上場企業としての位置は漁網製造などの工業分野だったが、平成時代の上場位置は商業分野で、不動産部門中心の企業から投資事業に進出した。竹井による株式の大量買収によって資本金が24億849万円に増資された。平田紡績の株価は急上昇して、平田紡績は竹井が経営する企業となり地産グループに入った。竹井の地産グループは、不動産事業を重視していて、赤字となっていた製網業と紡績業などの繊維事業を守る気が無かった。平田紡績の四日市工場の用地を不動産として売却を行い、名古屋圏であり名古屋近郊として注目した四日市市の富洲原を大規模開発をして、32階建てリゾートタワーマンションとスポーツジムを建設する構想ができた。バブル期に竹井が経営する地産グループは富洲原から名古屋へ通勤と通学が可能である事を知り名古屋圏で最適なベッドタウンとして富洲原を注目した。富洲原の平田紡績跡地に巨大な新興リゾート高層マンション団地を建設する不動産事業を考えた。
- 竹井博友の地産グループは元々ゴルフ場開発を手掛けていた企業でバブル経済の株式投資と土地投資が華やかりし好景気の時代に派手な買収劇で世間の注目を集めた。1986年（昭和61年）1月に名門ハムメーカーのローマイヤを買収した。1986年（昭和61年）4月には債務超過だった平田紡績（現在のオークキャピタル）を買収した。地産グループの総帥竹井博友の指導下、地産グループは、電機メーカーの岩崎電気株式会社や、洋菓子メーカーのモロゾフなどの株式にも手を広げて、「地産グループと竹井個人の株式投資額は1000億円に達する」とも言われた。しかし、バブル崩壊期の1991年（平成3年）6月に、国際航業の株式を売買する株取引（光進事件）で獲得した55億円の利益を隠した脱税容疑で、東京地検特捜部に33億円の所得税法違反の罪で竹井博友が逮捕されたことなどで、地産グループの企業経営は坂道を転げ落ちるように悪化した。
- 1986年（昭和61年）10月に、四日市市富洲原地区の紡績工場を閉鎖した。
- 1987年（昭和62年）2月に、ヒラボウ株式会社と改称した。本社を東京都中央区築地に移転した。
- 1987年（昭和62年）4月に、製網事業や紡績など繊維事業以外の以下の事業部を新設した。

1. 不動産事業部
2. パン事業部（富洲原の平田紡績跡地にモンタボーのパン屋が開店した）
3. コーヒー事業部

- 1987年（昭和62年）6月に、四日市漁網工場を閉鎖した。幕末に平田商店として創業した伝統的な企業が平田紡績であった。平田商店が創業して以来の平田家の家業であり続けて、平田製網として発展した漁網工場を別会社化する。福島県耶麻郡山都町（現在の喜多方市）に魚を養殖する養魚場を建設した。
- 1987年（昭和62年）9月に、函館漁網工場を閉鎖した。函館漁網工場を別会社化して製網と紡績の製造事業を中止した。
- 1988年（昭和63年）、会社組織を従来のヒラボウの組織の以下の事業本部と事業部があったが新しく組織変更する事となった。

1. 海洋資材事業本部
2. 食品・貿易事業本部
3. 不動産事業部（地産グループが平田紡績の不動産事業を買収してヒラボウ不動産事業部とした。平田紡績の不動産事業として地産グループによって天ヶ須賀や首都圏でヒラボウマンションが建設された）

- 2事業本部と1業部体制を大幅改組をして、以下の体制となった。

1. 海洋資材事業本部
2. 食品・貿易事業本部
3. 不動産事業本部（不動産事業本部へ昇格させた）
4. パン事業部（天ヶ須賀の平田紡績跡地にモンタボー四日市富洲原店を出店させるなどパンと関係が深い食品パン事業部を創設した。食品・貿易事業本部から分離独立させた）
5. コーヒー事業部（食品・貿易事業本部から分離独立させた）

- 3事業本部と2事業部体制となる。
- 1989年（平成元年）に、八戸漁網工場を閉鎖して、別会社化する。
- 工場跡地に、バブル期地産グループの東海地方一の高層マンション計画ができるがバブル崩壊で計画が中止されて、1978年（昭和53年）に四日市市富洲原地区（天ヵ須賀本町の漁網工場と紡績工場の生産を減少させて、工場用地の規模を縮小する不動産事業）を宗村完治社長によって平田紡績の赤字体質を改善するために、四日市工場用地の半分を富洲園団地として不動産売却したのに続き、最終的には、残りの平田紡績工場の跡地を平成12年（2000年）に新興住宅団地として開発した自治会の以下の用地として売却した。

1. GS富洲原
2. LM富洲原マンション

- これらの新しい新興住宅地として分譲する不動産売却を実施した。
- 平田紡績は社名を変更した後、漁網製造と繊維産業など紡績業とは別事業を行っている。ヒラボウを経て現在の社名はOakキャピタルである。三重郡川越町の高松地区に近鉄が平田漁網（平田紡績株式会社→現在の社名はOakを英語社名とするオークキャピタル）の土地を借用して運動場を開設した。近鉄富洲原球場に平田紡績は土地を提供した。

### 地産グループ（竹井家）時代
- 竹井家が平田紡績を買収して経営者となり、平田紡績のヒラボウへの社名の変更と、繊維業・紡績業中心から四日市紡績工場跡地への不動産投資・環境事業・食品事業への新たな産業への事業変更が行われた。
- 平田紡績の7代目社長に竹井博友が就任した。地産グループの総帥で不動産事業が目的で平田紡績を買収した。しかし脱税で東京地検特捜部に脱税容疑で逮捕されて、地産グループが失墜する。8代目社長に竹井博友の次男である竹井博康が就任する。9代目社長に日本興業銀行出身の河田潤が就任した後、10代目社長に竹井博康が再任した。
- 地産グループは美術館を創設して文化施設を保有している。栃木県那須町の竹井博友が設立した竹井美術館がある。脱税事件の要因に竹井博友の趣味の美術品収集があった。

1. 平田紡績とヒラボウ
2. 東洋観光と地産トーカン
3. 帝国食品とミヒロ食品
4. ローマイヤ

- 以上の企業が地産グループの不動産事業や地産グループ内の提携をして以下の事業を推進した。

1. 不動産事業
2. 食品事業
3. 観光事業
4. 漁網事業

- これらの事業の業務の委託などなどグループ内の連携や補助があった。
- BSLの社風は地産グループのノウハウで築かれた。ナガサキヤは（地産グループが大株主で、地産トーカンの株式を保有していた）など地産グループに平田紡績が編入された。
- 1991年（平成3年）6月に、旧平田紡績のヒラボウ本社を東京都渋谷区神宮前に移転する。食品・貿易事業本部を廃止する。食品・貿易事業本部の魚介類の購入と販売事業を新東物産株式会社に譲渡する。
- 1992年（平成4年）に、ビル管理部を新設する。
- 1992年（平成4年）9月に、情報機材事業本部を新設する。
- 1995年（平成7年）に、海洋資材事業本部を第1営業本部に改組して、第2営業本部を新設する。同本部に緑化事業部門を新設する。
- 1997年（平成9年）3月に、第三者割当増資によって資本金が36億5449万円となる。
- 1997年（平成9年）5月に、食品事業の発展のために施設を建設する投資をした。

1. パン製造
2. 食肉加工事業
3. コーヒーの製造事業

- 以上の食品事業をするための設備投資として、ヒラボウ株式会社の加工センターを宮城県気仙沼市に開設する。
- 1999年（平成11年）3月に、ヒラボウ本社を東京都渋谷区神南のマリービルに移転する。
- 1999年（平成11年）4月に、第2営業本部に、環境保全機器部を設置する。
- 2001年（平成13年）3月に、石巻市事務所を石巻出張所に改組する。
- 2001年（平成13年）2月に、第三者割当増資によって資本金が59億4349万円となる。さらに、同年3月、第三者割当増資によって資本金が76億849万円となる。
- 2001年（平成13年）7月に、ヒラボウは、以下の部門を新設した。

1. 株式投資部門
2. 金融投資部門

- 以上2つの部門の投資事業部を北青山の佐阿徳ビルに開設する。
- 2001年（平成13年）10月にヒラボウからビーエスエル株式会社と改称する。経営者である竹井博友の逮捕で信用の失墜した地産はバブル崩壊もあり、2002年（平成14年）8月東京地方裁判所に会社更生法の適用を申請して事実上倒産して旧平田紡績を前身とするヒラボウ株式会社→ビーエスエル株式会社が生き残った（地産グループ）竹井家の会社となる。
- 2001年（平成13年）8月に、資本金を58億5290万円に減資する（プレミアム減資制度を実行する）。
- 2001年（平成13年）10月に、第三者割当増資によって、資本金が66億368万円となる
- 2002年（平成14年）8月に、子会社のビーエスエル・インシュアランス株式会社を設立する。
- 2003年（平成15年）5月に、食パン製造会社と販売店の株式会社モンタボーを連結子会社化する。
- 2003年（平成15年）7月に、アディロン株式会社から営業事業の全部門で以下のものを譲り受けた。

1. 資産
2. 社員
3. 株式
4. 事業

- 事業譲度をしてもらい、連結子会社のADIRON株式会社としてファッション産業のブランドバッグを販売する事業に進出する。
- 2003年（平成15年）8月に、資本金を30億5000万円に減資する。
- 2004年（平成16年）1月に、新株予約権の行使により資本金が36億6770万円となる。
- 2004年（平成16年）2月に、総額10億7000万円のユーロ円貨建転換社債型新株予約権付社債を発行する。
- 2004年（平成16年）3月に、新株予約権付社債に付された新株予約権を全部行使した事により、資本金が42億270万円となる。
- 2004年（平成16年）6月に、以下の販売事業をする企業を買収した。

1. ホログラム販売事業
2. 光輝性立体模様のフィルム販売事業
3. 他眼式立体映像のレンチキュラーの販売事業
4. 舞台照明用カラーフィルター等の販売事業

- 以下の販売事業で国内最大手の日本コーバン株式会社の全株式を取得する買収をして、完全子会社化する。
- 2004年（平成16年）7月に、総額20億円の第2回2007年満期ユーロ円貨建転換社債型新株予約権付社債を発行する。
- 2004年（平成16年）9月に、以下の製造販売事業をする企業を買収した。

1. 球磨焼酎の製造販売
2. 各種類の総合酒造製造販売事業

- リキュール製造販売の常楽酒造株式会社（ジー・コミュニケーション）を連結子会社化する。
- 2004年（平成16年）12月に、防水技術のトップメーカーでウレタン防水建材の国内トップメーカーである株式会社ダイフレックスホールディングスを経営者の竹井による大量の株式交換により完全子会社化する。
- 2005年（平成17年）1月に、第2回新株予約権の行使により資本金を13億円に増加させる。
- 2005年（平成17年）3月に、第2回2007年満期ユーロ円貨建転換社債型新株予約権付社債に付された新株予約権の行使により、資本金が62億5989万円となり、発行済株式数が191396664株となる。
- 2005年（平成17年）4月に、第2回2007年満期ユーロ円貨建転換社債型新株予約権付社債に付された新株予約権の全部行使により、資本金が65億989万円となり、発行済株式総数が193960766株となる。
- 2005年（平成17年）5月に、総額が50億円の2008年満期ユーロ円貨建転換社債型新株予約権付社債を発行する。
- 2005年（平成17年）10月に、会社分割を行って分社化して、株式会社ヒラタを新設する。漁網など水産関係の海洋事業部門を分社化する。
- 2006年（平成18年）10月に、ビーエスエル株式会社からOakキャピタル株式会社と改称する。

### 地産グループ破綻後の現在
- BSLは2006年（平成18年）10月1日よりOak（オーク）キャピタルへ社名変更した。新社名のオークとはブナ科の植物であり、日本で楢の名称や樫と呼ばれているもので、これらの樹は欧州では古代から、以下のものが象徴とされている。

1. 強靭さ
2. 活力
3. 成長力

#### ヒラボウの歴史
- ヒラボウ株式会社の事業は以下である。

1. 海洋資材事業
2. 海洋資源事業
3. 海洋レジャー事業
4. 陸上資材事業
5. 水産食品事業
6. ビル管理事業
7. 不動産事業
8. 漁網製造事業
9. 仕立て事業
10. 修理事業
11. 船舶機械の修理加工事業

- 以上の事業などの多角的な経営をして複数の事業をする。
- 慶應4年に創業した漁網製造事業や漁具資材製造関係の事業は、伝統的な高級資材として水産業界の関係者に価値ある高品質の商品を提供して消費者の食を担う水産事業を旧平田紡績福島工場のヒラボウ製網やアフリカ大陸に複数の生産拠点（ケニアなど）の地域に進出した合弁会社のケニヤ漁網工業株式会社で行う。
- 緑化事業の環境保全事業は焼却炉や生ゴミリサイクルなどのゴミ問題に取り組み環境破壊のない地球環境作りをすることを理念とする。

#### 東洋経済の記事
- 2006年（平成18年）『東洋経済』春号の2006年（平成18年）2集の会社四季報のお昼の記事では、動き煮詰まる企業のBSL。今期は、大幅な黒字転換で増配有力である。社名の由来は、「バランス・オブ・シィー・アンド・ランド」の頭文字から採ったもので、平田紡績から継承した海洋事業と新規事業の投資事業をバランスよく発展させていこうとの思いが込められている。日本最大の魚網メーカーだった平田紡績株式会社の後継企業であったが、200カイリ問題などから漁業で支えられている製網を中心に海洋事業が頭打ちになり、新事業として2001年（平成13年）から投資事業を開始した。

#### 経営方法
投資事業を中心に行っている。ファイナンス屋が細かいメーカーへの注文を出せば、メーカーは倒産する。製網を中心とする繊維会社や製造業の企業には以下の知識が必要である。
1. ものづくり
2. 現地現物
3. 技術技能

- 以上の知識が経営者にとって必要であり、企業の育成のためにも必要である。
- 2007年（平成19年）4月9日には東京証券取引所2部における上昇率上位となった。漁網を中心とする繊維産業より、株券を印刷して販売したほうが儲けることを考えつき株券の製造販売事業に転業した。3085万株から発行株は1億8934万株までバブルのように増加した。この反動の結果、1株当たりの資産は低下した。プロ以外の素人ディトレーダーに宣伝して、株価を吊り上げる方法を株券製造販売会社の手段として採用した。オークキャピタルからの資金が新NOVAに間接的に投資されている。オークキャピタルは以下の分野の企業を投資対象としている。

1. 食品会社
2. ファッション会社
3. 保険会社
4. IT企業

- 以上の企業を対象とする情報技術分野などの企業の株式を大量に保有して、ハンズオン事業によって企業価値の高級化をして増大させる事業開発をする投資会社である。
- 日本初の全株主を対象とする新株予約権を無償で付与するなど株主を優遇する措置をとっている。